# Зоран Жујовић
Зоран Жујовић (Београд, 23. април 1924 — Пула, 23. јул 1988) био је учесник Народноослободилачке борбе и новинар Политике.

## Биографија
Рођен је 23. априла 1924. у Београду. Син је комунистичког револуционара Сретена Жујовића и његове супруге Лепе. Због свог политичког ангажовања, његов отац је био прогоњен од власти Краљевине Југославије, па је услед тога често био одсутан, а 1933. је отишао емиграцију, из које се вратио након пар година. Тако да је Зоран је највећи део детињства провео само са мајком.
Основну школу је завршио у Београду, а још у нижим разредима Шесте мушке гимназије, са свега 14 година, постао је 1938. члан Савеза комунистичке омладине (СКОЈ). Два пута је био хапшен од полиције — први пут 1939. приликом једног излета комунистичке омладине у Кошутњаку, који је полиција растурила, а други пут јула 1940. приликом дочека првог совјетског амбасадора Плотникова у Београду.
Након окупације Југославије, 1941. био је активан у покрету отпора у окупираном Београду, а касније је отишао у партизане. Његов отац је најпре био командант Главног штаба НОП одреда Србије, а потом члан Врховног штаба НОВ и ПОЈ. Током рата је почео да сарађује у партизанској штампи, а од октобра 1942. до фебруара 1943. био је члан редакције листа Борба, који је штампан на ослобођеној територији. Потом је био уредник листа Омладинска борба, који је био орган Централног комитета СКОЈ. Извесно време током боравка Врховног штаба у Босанској крајини, био је члан Обласног комитета СКОЈ. У чланство Комунистичке партије Југославије (КПЈ) примљен је 1942. године. 
Након завршетка рата, у Београду је завршио два разреда гимназије и положио велику матуру. Упоредо је био активан у омладинским организацијама — Савезу комунистичке омладине Југославије и Уједињеном савезу антифашистичке омладине Југославије (УСАОЈ). Потом је отишао у Москву на студије атомске физике, које је прекинуо 1948, због доношења Резолуције Информбироа и почетка политичког сукоба између КП Југославије и Свесавезне комунистичке партије (бољшевика). Није се слагао са Резолуцијом и одлучио је да напусти Совјетски Савез и врати се у Југославију. У Београду је завршио Институт друштвених наука.
На почетку сукоба између ЦК КПЈ и ЦК СКП(б), априла 1948, његов отац Сретен, који је био министар финансија и члан ЦК КПЈ, подржао је ставове изнете у писмима Стаљина и Молотова, због чега је био ухапшен и заједно са Андријом Хебрангом изведен пред партијску комисију. Након две и по године проведене у затвору, новембра 1950. дао изјаву ЦК КПЈ о својим заблудама, након чега је пуштен на слободу.
Након повратка из Москве, Зоран се поново вратио новинарству и раду у омладинским организацијама. Од 1948. до 1951. био је члан редакције часописа Младост, након чега је 1951. постао професионални новинар листа Политика. Био је дописник из већег броја земаља Европе, Азије и Африке, а био је дугогодишњи дописник из Париза и Москве. Објавио је неколико брошура.
Више пута је био биран за члана Управе Удружења новинара Србије (УНС), а био је и члан Председништва Савеза новинара Југославије (СНЈ). Године 1955. добио је награду Удружења новинара Србије. Имао је чин резервног капетана ЈНА. Као члан руководства УСАО Србије, марта 1945. учествовао је у формирању Спортског друштва „Црвена звезда” и заједно са Слободаном Ћосићем био његов кум (Ћосић је предложио назив Звезда, а Жујовић додао Црвена).
Умро је 23. јула 1988. у Пули. Сахрањен је на Новом гробљу у Београду.
Носилац је Партизанске споменице 1941. и других југословенских одликовања, међу којима су — Орден заслуга за народ другог реда и Орден за храброст.